# Alejandro González
Alejandro González (ur. 7 lutego 1989 w Medellín) – kolumbijski tenisista, reprezentant w Pucharze Davisa, medalista igrzysk Ameryki Środkowej i Karaibów.

## Kariera tenisowa
Jako zawodowy tenisista występuje od 2006 roku.
W grze pojedynczej wygrał 4 turnieje rangi ATP Challenger Tour.
W 2014 roku zadebiutował w reprezentacji Kolumbii w Pucharze Davisa.
Najwyżej sklasyfikowany w rankingu singlistów był na 70. miejscu (9 czerwca 2014), natomiast w zestawieniu deblistów na 177. pozycji (2 sierpnia 2010).

### Zwycięstwa w turniejach ATP Challenger Tour w grze pojedynczej
| Końcowy wynik | Nr | Data                 | Turniej   | Nawierzchnia | Przeciwnik      | Wynik finału     |
| ------------- | -- | -------------------- | --------- | ------------ | --------------- | ---------------- |
| Zwycięzca     | 1. | 25 lutego 2013       | Salinas   | Ceglana      | Renzo Olivo     | 4:6, 6:3, 7:6(7) |
| Zwycięzca     | 2. | 28 lipca 2013        | Medellín  | Ceglana      | Guido Andreozzi | 6:4, 6:4         |
| Zwycięzca     | 3. | 4 sierpnia 2013      | São Paulo | Ceglana      | Eduardo Schwank | 6:2, 6:3         |
| Zwycięzca     | 4. | 26 października 2014 | Córdoba   | Ceglana      | Máximo González | 7:5, 1:6, 6:3    |